# Бушуари, Бенжамен
Бенжаме́н Бушуари́ (нидерл. Benjamin Bouchouari; род. 13 ноября 2001, Боргерхаут, Фламандский регион) — марокканский футболист, полузащитник клуба «Сент-Этьен».

## Клубная карьера
Бенжамен Бушуари родился в Бельгии и играть в футбол начинал в юношеских командах бельгийских клубов. В 2019 году он перебрался в Нидерланды, где продолжил выступления в молодёжной команде «Фортуны» из Ситтарда.
Перед началом сезона 2020/21 Бушуари перешёл в клуб «Рода», выступавший в Эрстедивизи. Первую игру в новой команде Бушуари провел 28 октября 2020 года в рамках Кубка Нидерландов против своего бывшего клуба «Фортуна». А через несколько дней — 9 ноября футболист дебютировал и в чемпионате страны.
В августе 2022 года Бушуари подписал трёхлетний контракт с французским клубом «Сент-Этьен» из французской Лиги 2.

## Карьера в сборной
В 2023 году в составе сборной Марокко (U-23) Бенжамен Бушуари стал победителем молодёжного кубка африканских наций, который проходил в Марокко. И через этот турнир марокканская команда квалифицировалась на Летние Олимпийские игры 2024 года в Париже. Также в 2023 году Бушуари получил вызов в национальную сборную Марокко на товарищеские игры, но на поле в тот раз не выходил.
В составе олимпийской сборной Марокко стал бронзовым призером Летних Олимпийских игр в Париже.